# Herb gminy Lubasz
Herb gminy Lubasz – jeden z symboli gminy Lubasz, którego obecna wersja została ustanowiona 9 maja 2025.

## Wygląd i symbolika

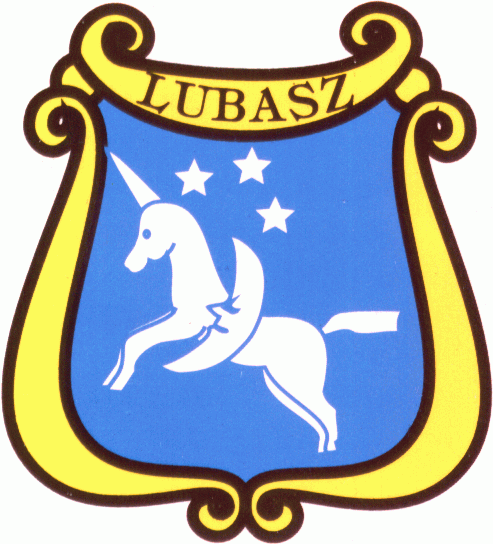
Herb gminy do 2025

Herb przedstawia na tarczy w polu błękitnym srebrnego wspiętego jednorożca, wyłaniającego się z półksiężyca z twarzą, a ponad nim w lewym górnym rogu trzy srebrne gwiazdy. Jednorożec to nawiązanie do herbu Bończa.
Do 2025 gmina posługiwała się podobną symboliką, choć w innej formie.